# Garrigill
Garrigill – wieś w Anglii, w Kumbrii, w dystrykcie (unitary authority) Westmorland and Furness. Leży 38 km na wschód od miasta Carlisle i 393 km na północny zachód od Londynu.